# Marika Ahrens
Marika Ahrens, född 8 juni 1965, sedan Marika Hoffmann, är en tysk före detta handbollsspelare.
Hon spelade för klubblaget ASK Vorwärts Frankfurt i den högsta divisionen Oberliga i Östtyskland. Hon vann IHF-cupen med Frankfurts damer  säsongerna 1984/1985 och 1989/1990 och blev DDR-mästare fem gånger 1982/1983, 1984/1985, 1985/1986, 1986/1987 och 1989/1990.
Hon spelade också för Östtysklands damlandslag i handboll. Vid VM 1986 kom hon på  4:e plats med laget och lagets sista VM 1990 vann hon en bronsmedalj  med det östtyska laget.